# كازاخستان تيمير جولي
كازاخستان تيمير جولي ( KTJ ؛ (بالقازاقية: Қазақстан Темір Жолы، رومنة: Qazaqstan Temır Joly (QTJ)) ( [qɑzɑɣɯstɑn tʲemɘr ʐɔɫɯ] )،   تسمى أيضًا بشركة كازاخستان تيمير جولي الوطنية ، هي شركة السكك الحديدية الوطنية في جمهورية كازاخستان .

## منظمة
تأسست شركة كازاخستان تيمير جولي من قبل الحكومة في عام 2002 كشركة مساهمة، وتتمثل مهمتها في تطوير وتشغيل وصيانة النقل بالسكك الحديدية في كازاخستان. ويقع مقرها الرئيسي في أستانا . تمتلك الشركات المساهمة ذات الصلة في كلاً المعدات الدارجة ومعدات النقل وقسم نقل الركاب. تمت خصخصة مرافق الإصلاح. قد تمتلك الشركات الخاصة أو تستأجر عربات قطار يمكنها من استخدام نظام السكك الحديدية. 

## شبكة النقل بالسكك الحديدية

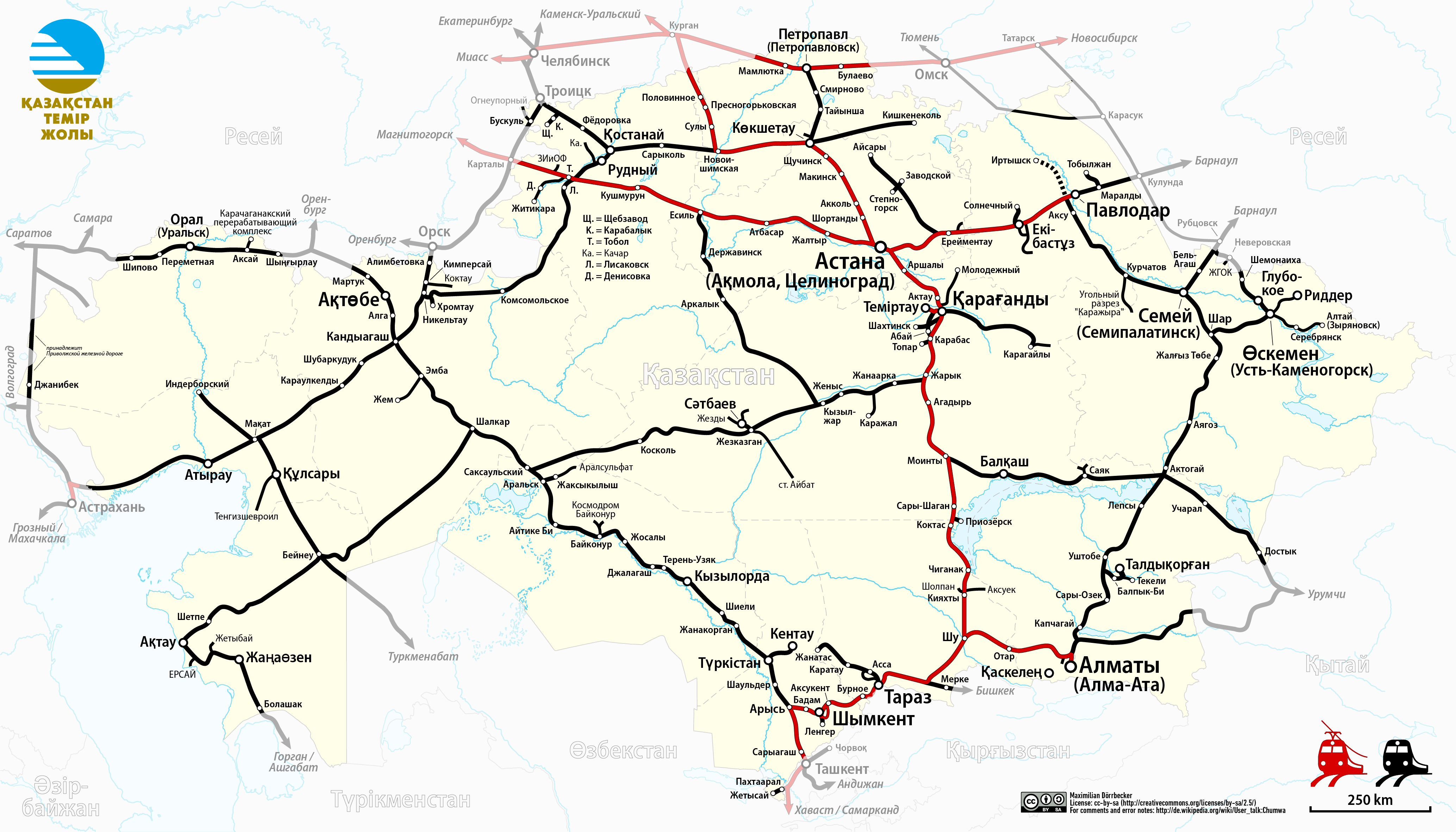
شبكة سكك حديد كازاخستان

## وصلات خارجية
- الموقع الرسمي
- Report on KTZ
- Interview with Chairman of KTZ
- UN report on Trans Asian Railway
- Maps
  - "Railway map (Russian)". مؤرشف من الأصل في 2013-01-31. (incomplete coverage)
  - UNJLC map (incomplete coverage)
  - "Interactive map of Railways of Kazakhstan". مؤرشف من الأصل في 2013-01-04. Detailed map pavaroz.com
  - UN map

1. ↑  Устав акционерного общества «Национальная компания „Қазақстан темір жолы“» (بالروسية) اطلع عليه بتاريخ 2011-05-04. نسخة محفوظة 2023-05-14 على موقع واي باك مشين.
2. ↑  "Казахстан темир жолы". ElDala.kz (بالروسية). 8 Apr 2020. Archived from the original on 2023-10-06. Retrieved 2021-12-07.
3. ↑  "Казахстан темир жолы". ElDala.kz (بالروسية). 8 Apr 2020. Archived from the original on 2023-10-06. Retrieved 2022-02-21.